# 拉弗亚德
拉弗亚德（法語：La Feuillade，法語發音：[la fœjad]）是法国多尔多涅省的一个市镇，属于萨拉拉卡内达区。

## 地理
拉弗亚德（45°6'51"N, 1°24'11"E）面积3.97 平方千米，位于法国新阿基坦大区多爾多涅省，该省份为法国西南部内陆省份，是法國本土面积第三大的省，大致对应佩里戈尔地区，北起顺时针与夏朗德省、上维埃纳省、科雷兹省、洛特省、洛特-加龙省、吉倫特省和滨海夏朗德省接壤。
与拉弗亚德接壤的市镇（或旧市镇、城区）包括：圣庞塔莱翁-德拉尔什、拉尔什、莱科托佩里古尔丹、帕扎亚克。

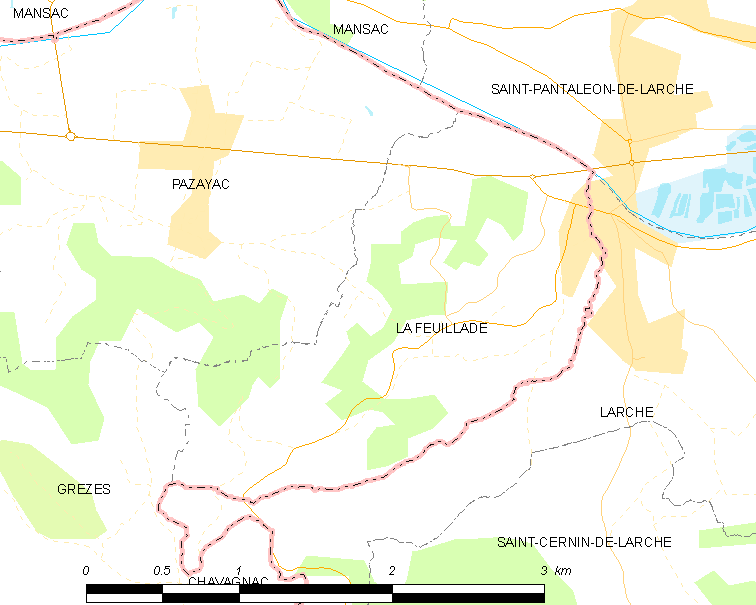
拉弗亚德的OSM定位图

拉弗亚德的时区为UTC+01:00、UTC+02:00（夏令时）。

## 行政
拉弗亚德的邮政编码为24120，INSEE市镇编码为24179。

## 政治
拉弗亚德所属的省级选区为泰拉松-拉维勒迪约县。

## 人口

1962-2008年间拉弗亚德人口变化图示

拉弗亚德于2022年1月1日时的人口数量为797人。